# Neil Janczyk
Neil Janczyk (ur. 7 kwietnia 1983 w Edynburgu) – szkocki piłkarz występujący na pozycji pomocnika.

## Kariera
Janczyk profesjonalną piłkarską karierę rozpoczął w roku 1999, w klubie występującym w Scottish Premier League – Heart of Midlothian. Kontrakt miał podpisany do 2005, lecz piłkarz został wypożyczony do Alloa Athletic w 2003, gdzie rozegrał 12 meczów i strzelił 2 gole. W barwach Hearts zagrał w 25 meczach.
W 2005 przeniósł się do St. Johnstone i grał tam do 2007, rozgrywając w tym czasie 10 spotkań. Z tego klubu został wypożyczony do Raith Rovers w 2006 (7 meczów), oraz Stranraer w 2007 (10 meczów, 1 gol). W kolejnych latach występował w zespołach Brechin City, East Fife, Berwick Rangers, Clyde, Penicuik Athletic, Tranent Juniors oraz Bonnyrigg Rose.
W Scottish Premier League rozegrał 25 spotkań.